# Sourdough Mountain

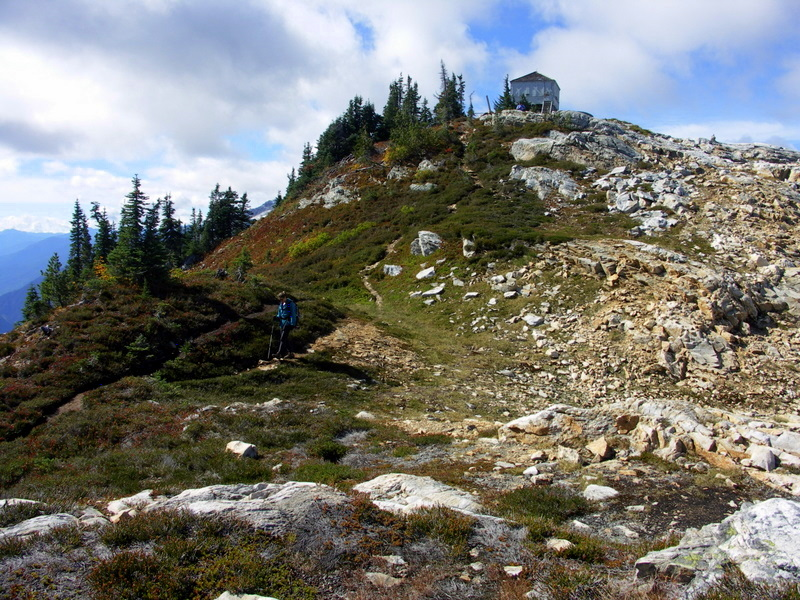
Sourdough Mountain Lookout

Der Sourdough Mountain (1.863 m; 6.111 feet) ist ein Berg im US-Bundesstaat Washington.

## Sourdough Mountain Lookout
Der Sourdough Mountain Lookout ist eine Hütte, die vom Civilian Conservation Corps 1933 in der Nähe des Gipfels zur frühzeitigen Entdeckung von Waldbränden gebaut wurde. Sie wurde 1989 in das National Register of Historic Places aufgenommen.
Es gab bereits seit 1917 eine kleinere Schutzhütte, die beim Bau des jetzigen Aussichtsgebäudes abgerissen wurde. Das jetzige Gebäude steht auf einem Felsen und hat eine Grundfläche von 4,33 m × 4,33 m. Das Gebäude hat ein Holzschindeldach. Diagonal verstärkte Fensterläden konnten für die Beobachtung in alle Richtungen geöffnet werden. Das Gebäude wird heute nicht mehr zur Waldbrandbekämpfung genutzt, aber es wird häufig von Wanderern besichtigt, da es sich über einen nur 8,0 km langen Wanderweg erreichen lässt.